# Ломас Атлетік
«Ломас Атлетік Клуб» або просто «Ломас Атлетік» (ісп. Lomas Athletic Club) — неіснуючий аргентинський футбольний клуб з міста Ломас-де-Самора, з провінції Великий Буенос-Айрес. Один з найстаріших клубів Аргентини, який продовжує існувати, один з чотирьох клубів-засновників Чемпіоншипу з регбі Рівер Плейт (Аргентинський союз регбі) у 1898 році. Регбійна команда клубу виступає в Прімері Б, другому дивізіоні чемпіонату Аргентини з регбі.
«Ломас Атлетік» також мав дуже успішну футбольну команду, яка в період з 1893 по 1898 рік шість разів поспіль вигравала чемпіонат Аргентини, незважаючи на це в 1909 році команда вийшла з Аргентинської футбольної асоціації та припинила своє існування.
«Ломас» також домінував у хокеї на траві, при цьому жіноча секція була найтитулованішою командою в Аргентині з 18 виграними чемпіонатами Метрополітано, рекорд який вона нині розділяє з «Кільмесом». Попри це, в 2014 році після поразки від «Італьяно» команда вилетіла до другого дивізіону.
Команди «Ломас» з хокею на траві виступають на турнірах під егідою Хокейною асоціацією Буенос-Айреса (AHBA).
Окрім регбі та хокею, у клубі функціонують секції з таких видів спорту: боулз, бридж, крикет, гольф, плавання та теніс.

## Історія

### Заснування
Прибуття англійських поселенців до Аргентини припало на період після здобуття незалежності Аргентини від Іспанії до XIX століття. На відміну від багатьох інших хвиль імміграції в Аргентину, англійські іммігранти зазвичай не виїжджали з Англії через бідність чи переслідування, а їхали до Аргентини як промисловці та великі землевласники.
Коли англійці облаштовувались у селі, вони зазвичай створювали клуб. Дотримуючись цих неписаних правил, англійська громада, яка проживає в Ломас-де-Самора, заснувала «Ломас Крікет Клаб», перший клуб в окрузі, виключно для занять цим видом спорту. Серед засновників клубу й був футбольний піонер Джеймс Хог.
15 березня 1891 року вони також засновують «Ломас Академі Атлетік Клуб» (походить від назви однойменної школи). Членами-засновниками були Джон Коус, Томас Доддс (який був також його першим президентом) та Джеймс Гібсон. Їм допомагали директори школи Академії Ломаса Р. Л. Гудфеллоу та В. В. Гейворд. Два роки по тому клуб змінив назву на «Ломас Атлетік Клуб».
Спочатку у клубі функціонували секції з таких видів спорту: крикет, регбі, футбол, гольф та теніс. «Ломас» мав два різні поля, одне — для крикету та тенісу, а друге — виключно для регбі. У 1892 році клуб змінив свою назву на «Ломас Атлетік Клуб» і переїхав на інше поле, розташоване на відстані двох кварталів від залізничного вокзалу. Клуб придбав землю, розміщену на вулицях Ареналес та Альберті в 1897 році, після чого переїхав на вище вказане місце. Відтоді клуб залишався на цьому місці.
Шотландський професор Александер Вотсон Гаттон, загальновизнаний «батько» аргентинського футболу, заснував «Англійську середню школу», де студенти створили власну команду, «Алумні». Водночас англієць В. В. Гейворд, засновник «Академії Ломас», навчив своїх студентів грати у футбол. Саме ці випускники згодом створять команду «Ломас Атлетік».

### Перший футбольний успіх: 1893—1989

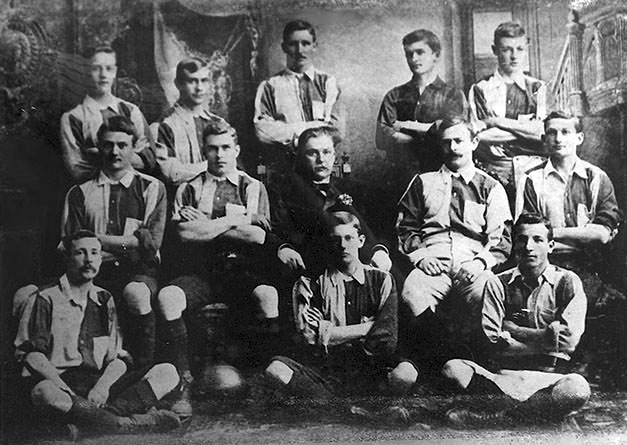
Футбольна команда «Ломас» зразка 1893 року, перший чемпіон Аргентини

21 лютого 1893 року з метою подальшої організації футбольних турнірів створена в Аргентинська футбольна асоціація (спадкоємець Асоціації футбольної ліги Аргентини 1891 року, хоча того ж року вона була розпущена) під головуванням Александера Вотсона Гаттона. У 1893 році «Ломас» виграє чемпіонат Аргентини, набравши 15 очок у 8 зіграних матчах. Після цього команда ще 5 разів виграла чемпіонат Аргентини (1894, 1895, 1897 та 1898 роки). За ці роки команда «Ломас Атлетік» виграла 46 матчів (з понад 60 зіграних), встановивши рекорд аргентинського футболу.
У 1895 році «Ломас Атлетік» зареєстрував іншу команду клубу під назвою «Ломас Академі» (на честь першої назви закладу), яка в дебютному (тому ж) сезоні фінішувала на 2-му місці, а через рік виграла титул, випередивши «старшого брата» «Ломас Академі» та посунула його на 2-ге місце. Сезони 1895 та 1896 років — єдині офіційні чемпіонати, в яких грала «Ломас Академі». Хоча жодні дані після цього й не збереглися, вважається, що команда була розпущена незабаром після виграшу титулу.

### Розформування футбольної команди

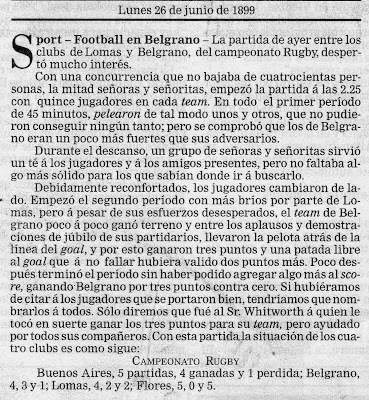
Хроніка поєдинку між «Ломасом» та «Белграно», опублікована La Nación у 1899 році. Ломас виграв турнір, будучи першим чемпіоном Аргентини.

Незважаючи на те, що футбольна секція була найуспішнішим клубом у перші роки аргентинського футболу, Ломас страждав від повільного зростання регбі в структурі спортивного клубу. До 1909 року регбі стало домінуючим видом спорту, а футбольну секцію розформували після того, як того ж року вона вилетіла до другого дивізіону чемпіонату Аргентини. «Ломас» фінішував останнім із лише 8 набраними очками у 18 зіграних матчів, вигравши лише одну гру. Найбільші поразки під час чемпіонату були від «Сан-Ісідро» (1:7) та «Алумні» (1:8).
Попри те, що клуб брав участь лише у 17 чемпіонатах, «Ломас Атлетік» все ще залишається 8-ю командою, яка перемагала в Примері, з 5 виграними чемпіонатами, окрім титулу, виграного в 1896 році його фарм-командою, «Ломас Академі».
Футбольна команда продовжувала грати в офіційному турнірі, але «Ломас» фінішував на останніх позиціях наприкінці кожного чемпіонату. Свій останній в історії матч «Ломас» зіграв 9 липня 1909 року в Copa de Competencia Jockey Club. З рахунком 0:18 «Ломас Атлетік» поступився «Естудьянтес» (Буенос-Айрес). На сьогодні це найбільша поразка клубу в історії аргентинського футболу (включаючи й професіональну добу). Але водночас цей день — дата офіційного матчу «Ломас Атлетік».

## Досягнення
- Прімера Дивізіон
  -  Чемпіон (5): 1893, 1894, 1895, 1897, 1898

## Еволюція форми
Протягом перших років у Примера Дивізіоні «Ломас» використовували синьо-білу майку, а потім перейшов на зелений, золотий та червоний кольори, які стали традиційними кольорами клубу
|         |
| 1891–96 |

|      |
| 1893 |

|           |
| 1897–1909 |

Notes
1. ↑  Незрозуміло, чи носили цю майку протягом усього чемпіонату або лише в окремих матчах
2. ↑  У 1897 році клуб почав використовувати свої зелені, золоті та червоні кольори, які залишились на сьогодні. «Ломас» закрив свою футбольну секцію в 1909 році, щоб зосередитися на регбі. У 2011 році доросла регбійна команда одягнула смугасту футбольну футболку на честь 120-річчя клубу.[19]